# Liga Premier de Bielorrusia 2013
La temporada 2013 es la vigésima tercera temporada de la Liga Premier de Bielorrusia la máxima categoría del fútbol profesional de Bielorrusia. Comenzó en marzo y terminó en noviembre. El torneo es organizado por la Federación de Fútbol de Bielorrusia.
El campeón fue el BATE Borisov, quien obtuvo su décimo título (octavo de forma consecutiva).

## Cambio de formato
A partir de esta temporada, la liga se jugará en dos fases.
- La primera fase consistirá en un torneo round-robin (ida y vuelta) entre los 12 equipos.
- En la segunda fase los equipos se dividirán en dos grupos:
  - Los seis mejores equipos de la primera fase se clasificarán para la ronda de campeonato, que determinará al campeón y los participantes para las competiciones europeas 2014-15.
  - Los seis equipos restantes jugarán en el grupo por la permanencia, donde los cuatro mejores permanecerán en la Vysshaya Liga, el quinto jugará un play-off contra el subcampeón de la Pershaya Liha 2013, y el sexto descenderá automáticamente.

Nota: Todos los puntos obtenidos durante la primera fase se tendrán en cuenta para la segunda fase. 

## Equipos
| Equipo              | Ciudad      | Estadio                    | Capacidad |
| ------------------- | ----------- | -------------------------- | --------- |
| BATE Borisov        | Borisov     | Estadio Haradski           | 5.402     |
| Belshyna            | Babruisk    | Estadio Spartak (Bobruisk) | 3.700     |
| Dinamo Brest        | Brest       | ROSK Brestsky              | 10.060    |
| Dinamo Minsk        | Minsk       | Estadio Traktar            | 16.500    |
| Dnepr Mogilev       | Mogilev     | Estadio Spartak (Maguilov) | 7.300     |
| Gomel               | Gomel       | Estadio Central (Gomel)    | 14.307    |
| Minsk               | Minsk       | Estadio Torpedo (Minsk)    | 4.820     |
| Naftan              | Navapolatsk | Estadio Atlant             | 4.500     |
| Neman Grodno        | Grodno      | Estadio Neman              | 8.500     |
| Shakhtyor Soligorsk | Soligorsk   | Estadio Stroitel           | 4.200     |
| Slavia Mozyr        | Mazyr       | Estadio Yunost             | 5.300     |
| Torpedo Zhodino     | Zhodzina    | Estadio Torpedo (Zhodino)  | 3.020     |

## Temporada regular

### Tabla de posiciones
| Pos. | Equipo              | Pts. | PJ | G  | E | P  | GF | GC | Dif. | Clasificación 2013       |
| ---- | ------------------- | ---- | -- | -- | - | -- | -- | -- | ---- | ------------------------ |
| 1    | Shakhtyor Soligorsk | 49   | 22 | 15 | 4 | 3  | 35 | 13 | +22  | Ronda por el campeonato  |
| 2    | BATE Borisov        | 48   | 22 | 15 | 3 | 4  | 46 | 17 | +29  | Ronda por el campeonato  |
| 3    | Dinamo Minsk        | 34   | 22 | 9  | 7 | 6  | 30 | 26 | +4   | Ronda por el campeonato  |
| 4    | Gomel               | 34   | 22 | 9  | 7 | 6  | 25 | 30 | −5   | Ronda por el campeonato  |
| 5    | Neman Grodno        | 30   | 22 | 8  | 6 | 8  | 23 | 23 | 0    | Ronda por el campeonato  |
| 6    | Torpedo Zhodino     | 28   | 22 | 8  | 4 | 10 | 26 | 28 | −2   | Ronda por el campeonato  |
| 7    | Belshyna            | 28   | 22 | 7  | 7 | 8  | 24 | 28 | −4   | Ronda por la permanencia |
| 8    | Minsk               | 25   | 22 | 6  | 7 | 9  | 21 | 27 | −6   | Ronda por la permanencia |
| 9    | Dinamo Brest        | 24   | 22 | 6  | 6 | 10 | 18 | 30 | −12  | Ronda por la permanencia |
| 10   | Dnepr Mogilev       | 23   | 22 | 6  | 5 | 11 | 20 | 29 | −9   | Ronda por la permanencia |
| 11   | Naftan              | 21   | 22 | 4  | 9 | 9  | 19 | 29 | −10  | Ronda por la permanencia |
| 12   | Slavia Mozyr        | 16   | 22 | 3  | 7 | 12 | 16 | 33 | −17  | Ronda por la permanencia |

Actualizado a los partidos jugados el 1 de septiembre de 2013.
 Fuente: football.by, Soccerway

### Resultados cruzados
| Local \ Visitante   | BAT | BEL | DBR | DMI | DNE | GOM | MIN | NAF | NEM | SHA | SLA | TOR |
| ------------------- | --- | --- | --- | --- | --- | --- | --- | --- | --- | --- | --- | --- |
| BATE Borisov        | —   | 2–0 | 3–2 | 1–1 | 3–1 | 1–2 | 2–1 | 3–0 | 2–0 | 4–0 | 6–1 | 2–0 |
| Belshyna            | 0–1 | —   | 1–0 | 1–1 | 3–1 | 1–1 | 0–0 | 1–0 | 2–2 | 1–1 | 2–2 | 1–3 |
| Dinamo Brest        | 0–0 | 1–0 | —   | 0–2 | 2–0 | 1–1 | 1–1 | 2–1 | 1–1 | 0–1 | 1–0 | 2–1 |
| Dinamo Minsk        | 1–2 | 2–0 | 3–2 | —   | 2–1 | 1–0 | 3–0 | 1–1 | 0–2 | 1–1 | 0–0 | 1–2 |
| Dnepr Mogilev       | 2–1 | 0–1 | 0–0 | 2–0 | —   | 2–1 | 2–2 | 1–2 | 3–1 | 2–0 | 1–0 | 0–4 |
| Gomel               | 3–2 | 1–3 | 2–0 | 1–2 | 0–0 | —   | 2–0 | 1–1 | 2–0 | 0–1 | 2–1 | 0–0 |
| Minsk               | 0–1 | 2–1 | 2–0 | 1–2 | 1–0 | 0–0 | —   | 1–2 | 1–0 | 0–1 | 1–1 | 0–0 |
| Naftan              | 1–5 | 3–3 | 1–2 | 0–0 | 2–1 | 0–0 | 1–1 | —   | 0–0 | 0–1 | 0–0 | 0–2 |
| Neman Grodno        | 2–1 | 2–1 | 2–0 | 3–1 | 1–1 | 2–0 | 0–2 | 1–0 | —   | 0–1 | 2–0 | 1–1 |
| Shakhtyor Soligorsk | 0–0 | 3–0 | 5–0 | 1–1 | 2–0 | 0–1 | 4–1 | 2–0 | 2–0 | —   | 2–1 | 2–1 |
| Slavia Mozyr        | 0–1 | 0–1 | 1–1 | 3–2 | 0–0 | 1–2 | 2–3 | 1–1 | 1–0 | 0–2 | —   | 0–3 |
| Torpedo Zhodino     | 0–3 | 0–1 | 2–0 | 2–3 | 1–0 | 1–3 | 2–1 | 0–3 | 1–1 | 0–3 | 0–1 | —   |

## Grupo Campeonato

### Tabla de posiciones
| Pos. | Equipo              | Pts. | PJ | G  | E | P  | GF | GC | Dif. | Clasificación 2014–15                 |
| ---- | ------------------- | ---- | -- | -- | - | -- | -- | -- | ---- | ------------------------------------- |
| 1    | BATE Borisov (C)    | 67   | 32 | 21 | 4 | 7  | 61 | 25 | +36  | Segunda ronda de la Liga de Campeones |
| 2    | Shakhtyor Soligorsk | 58   | 32 | 17 | 7 | 8  | 44 | 26 | +18  | Segunda ronda de la Liga Europa       |
| 3    | Dinamo Minsk        | 54   | 32 | 15 | 9 | 8  | 44 | 33 | +11  | Segunda ronda de la Liga Europa       |
| 4    | Neman Grodno        | 47   | 32 | 13 | 8 | 11 | 34 | 30 | +4   | Segunda ronda de la Liga Europa       |
| 5    | Torpedo Zhodino     | 42   | 32 | 12 | 6 | 14 | 33 | 38 | −5   |                                       |
| 6    | Gomel               | 40   | 32 | 11 | 7 | 14 | 34 | 40 | −6   |                                       |

Actualizado a los partidos jugados el 1 de diciembre de 2013.
 Fuente: football.by, Soccerway
Notas:
1. ↑  Tras ganar la Copa de Bielorrusia 2013-14, el Shakhtyor Soligorsk obtuvo un cupo para la Primera ronda de la Liga Europa 2014-15, pero al encontrarse clasificado a la misma por su posición de liga el cupo paso al 4 clasificado.

### Resultados cruzados
| Local \ Visitante   | BAT | DMI | GOM | NEM | SHA | TOR |
| ------------------- | --- | --- | --- | --- | --- | --- |
| BATE Borisov        | —   | 2–1 | 2–0 | 1–0 | 2–2 | 0–1 |
| Dinamo Minsk        | 2–1 | —   | 3–1 | 1–2 | 1–0 | 0–0 |
| Gomel               | 0–1 | 1–4 | —   | 0–1 | 1–3 | 1–2 |
| Neman Grodno        | 1–0 | 0–1 | 1–2 | —   | 2–1 | 3–0 |
| Shakhtyor Soligorsk | 0–3 | 0–0 | 1–2 | 1–1 | —   | 1–0 |
| Torpedo Zhodino     | 1–3 | 0–1 | 2–1 | 0–0 | 1–0 | —   |

## Grupo Descenso

### Tabla de posiciones
| Pos. | Equipo            | Pts. | PJ | G  | E  | P  | GF | GC | Dif. | Descenso 2014                                |
| ---- | ----------------- | ---- | -- | -- | -- | -- | -- | -- | ---- | -------------------------------------------- |
| 1    | Belshyna          | 53   | 32 | 15 | 8  | 9  | 42 | 38 | +4   |                                              |
| 2    | Dinamo Brest      | 40   | 32 | 11 | 7  | 14 | 32 | 41 | −9   |                                              |
| 3    | Minsk             | 38   | 32 | 10 | 8  | 14 | 36 | 40 | −4   |                                              |
| 4    | Naftan            | 37   | 32 | 9  | 10 | 13 | 29 | 41 | −12  |                                              |
| 5    | Dnepr Mogilev (O) | 33   | 32 | 9  | 6  | 17 | 28 | 42 | −14  | Promoción por la permanencia                 |
| 6    | Slavia Mozyr      | 23   | 32 | 5  | 8  | 19 | 24 | 47 | −23  | Desciende a Primera Liga de Bielorrusia 2014 |

Actualizado a los partidos jugados el 30 de noviembre de 2013.
 Fuente: football.by, Soccerway

### Resultados cruzados
| Local \ Visitante | BEL | DBR | DNE | MIN | NAF | SLA |
| ----------------- | --- | --- | --- | --- | --- | --- |
| Belshyna          | —   | 0–4 | 1–1 | 3–1 | 1–0 | 2–1 |
| Dinamo Brest      | 0–1 | —   | 0–1 | 1–0 | 1–1 | 3–1 |
| Dnepr Mogilev     | 1–5 | 3–0 | —   | 1–0 | 0–2 | 0–1 |
| Minsk             | 2–3 | 3–1 | 1–0 | —   | 4–0 | 1–1 |
| Naftan            | 0–1 | 1–3 | 1–0 | 2–1 | —   | 2–1 |
| Slavia Mozyr      | 0–1 | 0–1 | 2–1 | 1–2 | 0–1 | —   |

## Play-offs de relegación
Fue disputado entre el décimo clasificado de la liga contra el subcampeón de la Segunda División de Bielorrusia.
| Equipo 1      | Agr. | Equipo 2 | Ida | Vuelta |
| ------------- | ---- | -------- | --- | ------ |
| Dnepr Mogilev | 3–1  | Gorodeya | 3–1 | 0–0    |

## Goleadores
| Posc. | Jugador            | Club                | Goles |
| ----- | ------------------ | ------------------- | ----- |
| 1     | Vitali Rodionov    | BATE Borisov        | 14    |
| 2     | Dzmitry Asipenka   | Shakhtyor Soligorsk | 11    |
| 3     | Hernán Figueredo   | Dinamo Minsk        | 10    |
| 3     | Anton Matsveenka   | Gomel               | 10    |
| 5     | Pavel Sitko        | Shakhtyor Soligorsk | 9     |
| 5     | Raman Vasilyuk     | Minsk               | 9     |
| 5     | Alyaksandr Pawlaw  | BATE Borisov        | 9     |
| 5     | Nikolay Signevich  | Dinamo Brest        | 9     |
| 10    | Mikhail Gordeichuk | Belshina Bobruisk   | 8     |

Actualizado al 10 de noviembre de 2013, Fuente: football.by Archivado el 28 de marzo de 2014 en Wayback Machine.